# Al-Mulajha asz-Szarkijja
Al-Mulajha asz-Szarkijja (arab. المليحة الشرقية) – miasto w Syrii, w muhafazie Dara. W 2004 roku liczyło 2408 mieszkańców.